# Micarea lapillicola
Micarea lapillicola är en lavart som först beskrevs av Edvard Vainio och som fick sitt nu gällande namn av Brian John Coppins och Lars-Erik Muhr. 
Micarea lapillicola ingår i släktet Micarea och familjen Pilocarpaceae. Arten är reproducerande i Sverige.